# Кутикула рослин

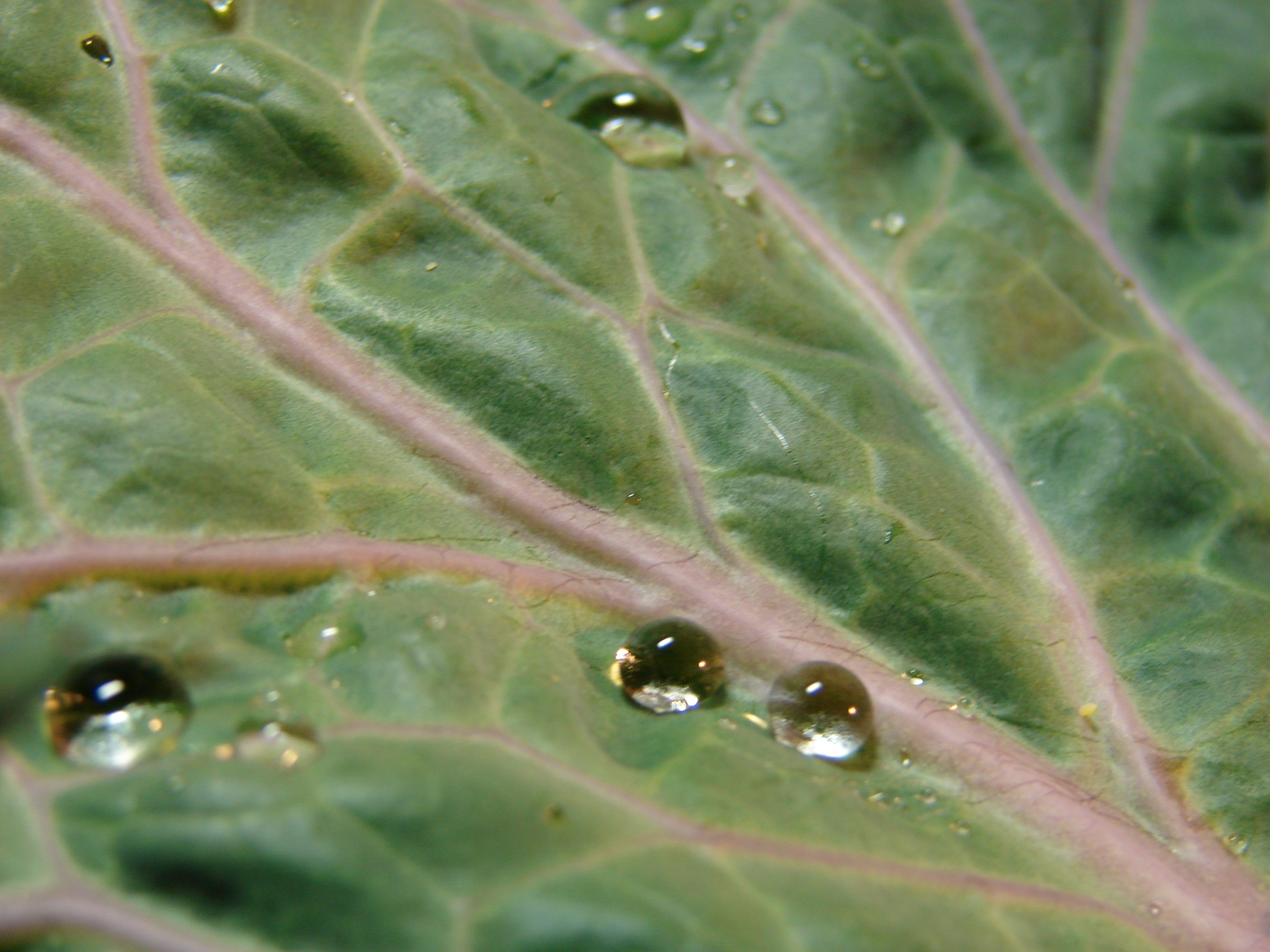
Краплі води на восковій кутикулі листя капусти-кале

Анатомія листа

Кутикула рослин (від лат. cuticula — «шкірка») — захисний шар на поверхні рослин, що утворюється за допомогою епідермальних клітин листя, молодих пагонів та інших повітряних органів рослин, не вкритих перидермою. Кутикула зазвичай товстіша на верхній стороні листка, хоча, всупереч поширеній думці, не обов'язково товстіша у ксерофітних рослин сухих кліматичних зон у порівнянні з мезофітними рослинами вологіших районів.
Кутикула складається з нерозчинної у воді з детергентами кутикулярної мембрани, вкритій та просякнутій розчинними восками. Найвідомішим компонентом кутикулярної мембрани є поліестерний полімер кутин, що складається із з'єднаних естерними та епоксидними зв'язками гудроксильних кислот. Кутикулярна мембрана також містить неомиляємий вуглеводневий полімер кутан. Кутикулярна мембрана пропитана кутикулярними восками та вкрита епікутикулярними восками, що являють собою суміш гідрофобних аліфатичних сполук, вуглеводнів із довжинами ланцюжків в діапазоні від C16 до C36.
Кутикула рослин була одним із серії нововведень, разом з продихами, ксилемою, флоемою та міжклітинним простором в мезофільній тканині стебла (пізніше і листя), які еволюціонувалися у рослин більш ніж 450 млн років тому під час переходу до наземного образу життя. Разом, ці риси надали пагонам рослин, що ростуть у повітрі, можливість збереження води шляхом утворення внутрішніх газообмінних поверхонь, захищення їх водонепроникною мембраною та утворюючи механізм регуляції розміру пор продиховими замикаючими клітинами, що регулюють швидкість транспорту води та обміну CO2.
На додаток до функцій бар'єру проникності для води та інших молекул, мікро- і нано-структури кутикули запобігають забрудненню рослинних тканин зовнішньою водою і сміттям. Зелені частини багатьох рослин, наприклад, листя індійського лотоса (Nelumbo nucifera), проявляють надзвичайно гідрофобні властивості, механізм виникнення яких був описаних в 1997 році і полягає в утворенні численних мікроскопічних бугорків на поверхні. Цей «ефект лотоса» потенційно знаходить використання у створенні біоміметичних матеріалів.
Восковий шар кутикули також виконує функцію захисту проти проникнення вірусних частинок, бактеріальних клітин, спор, філаментів та клітин грибів.